# Hemeroblemma apistis
Hemeroblemma apistis là một loài bướm đêm trong họ Erebidae.